# Manueli Kalou
Manuel Arouna Kalou (* 22. Juni 1988) ist ein fidschianischer Fußballspieler.

## Karriere

### Verein
Kalou spielte in seiner Jugend beim fidschianischen Verein Rakiraki sowie später kurz für den Lautoka FC und wechselte im Frühjahr 2008 zum Ligarivalen Ba FC. 2011 nahm er mit Ba FC an der OFC Champions League teil.

### Nationalmannschaft
Kalou ist einmaliger Nationalspieler für die fidschianische Fußballnationalmannschaft. Nach seinem Länderspieldebüt am 10. September 2008 gegen Vanuatu kam der Abwehrspieler nicht mehr zum Zuge für die A-Nationalmannschaft. Er spielte in der U-23-Nationalmannschaft, die an der ozeanischen Olympiaqualifikation für 2012 teilnahm.